# Charlotte Siebenrock
Charlotte Siebenrock (* 1962 in Amberg, Oberpfalz) ist eine deutsche Autorin, Regisseurin und Casterin.

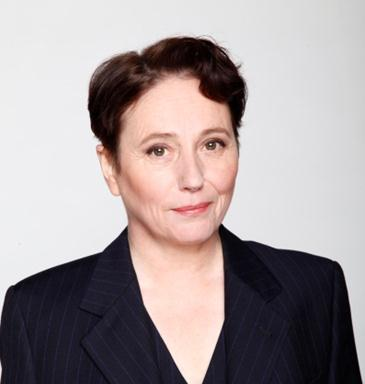
Charlotte Siebenrock

## Leben
Charlotte Siebenrock zog 1980 nach Berlin. Von 1982 bis 1986 absolvierte sie dort eine Schauspielausbildung und arbeitete bis 1994 für Film, Fernsehen und Theater; sowohl vor als auch hinter der Kamera/Bühne.
Es folgte ein Studium der Mediävistik und Anglistik an der Freien Universität Berlin. Von 1997 bis 2000 schrieb und inszenierte sie als freie Produzentin über 50 fiktionale Beiträge für Pro 7 und war von 2000 bis 2017 Leiterin der Casting-Abteilung der UFA Serial Drama GmbH.
2004 schrieb sie das Drehbuch für den 35-mm-Kurzfilm Open, bei dem sie auch Regie führte. Für das visuelle Konzept und den Schnitt war Peter Nix verantwortlich.
Open erhielt neben zahlreichen Einladungen zu Kurzfilmfestivals das Prädikat „Besonders wertvoll“ von der Filmbewertungsstelle Wiesbaden.
Seit März 2017 arbeitet Charlotte Siebenrock als freie Autorin, Regisseurin und Casterin in Berlin. Sie ist Mitglied im Bundesverband Casting (BVC).

## Filmografie (Auswahl)
- 2024: Polizeiruf 110: Wasserwege
- 2023: Polizeiruf 110: Schweine
- 2023: Rote Rosen (Fernsehserie, Folgen 3771–3775, Regie)
- 2021: Nazijäger – Reise in die Finsternis (Regie: Raymond Ley)
- 2020: Jaguar (Regie: Carlos Sedes)
- 2020: Rex Gildo – Der letzte Tanz (Regie: Rosa von Praunheim)
- 2017–2025: Die Heiland – Wir sind Anwalt
- 2019: Meine Mamas (Konzept, Regie, Produktion: Kerstin Polte)
- 2019: Mississippi (Buch, Regie, Produktion: Anna-Katharina Schröder)
- 2016: Tatverdacht – Team Frankfurt ermittelt (Regie: diverse)
- 2006–2016: Alles was zählt
- 2014–2015: Block B – Unter Arrest
- 2013–2015: Verbotene Liebe
- 2014: Härte
- 2014: Alibi Agentur (Regie: Erik Schmitt)
- 2012: Wege zum Glück (Remake)
- 2010: Callgirl Undercover
- 2007: Meine wunderbare Familie
- 2007: Wege zum Glück (Fernsehserie, Folgen 343–347, Regie)
- 2005–2007: Julia – Wege zum Glück
- 2000–2006: Hinter Gittern – Der Frauenknast
- 2005 OPEN (Buch, Regie: Charlotte Siebenrock)
- 2004–2005: Bianca – Wege zum Glück
- 2003: Held der Gladiatoren
- 1994: Löwenzahn (Fernsehserie, Folge 113, Darstellerin)
- 1992: Auf Achse (Fernsehserie, 5 Folgen, Darstellerin)